# Rozhledna na stezce Paplatelė
Rozhledna na stezce Paplatelė, litevsky Paplatelės tako apžvalgos bokštas, je zastřešená dřevěná rozhledna příhradové konstrukce. Nachází se ve svahu nad rybníkem Sultekis (Sultekio tvenkinys), v lesích na Naučné stezce Paplatelė (Paplateles pažintinis takas) u vesnice Paplatelė východně od jezera Plateliai v seniorátu Žemaičių Kalvarijos seniūnija v Žemaitijském národním parku v okrese Plungė v Telšiaiském kraji v Litvě. Rozhledna má vnitřní schodiště a z vyhlídkové platformy se nabízí malebný výhled na rybník a jeho okolí. Rozhledna je celoročně volně přístupná a využívá se také jako pozorovatelna ptáků (birdwatching).

## Galerie

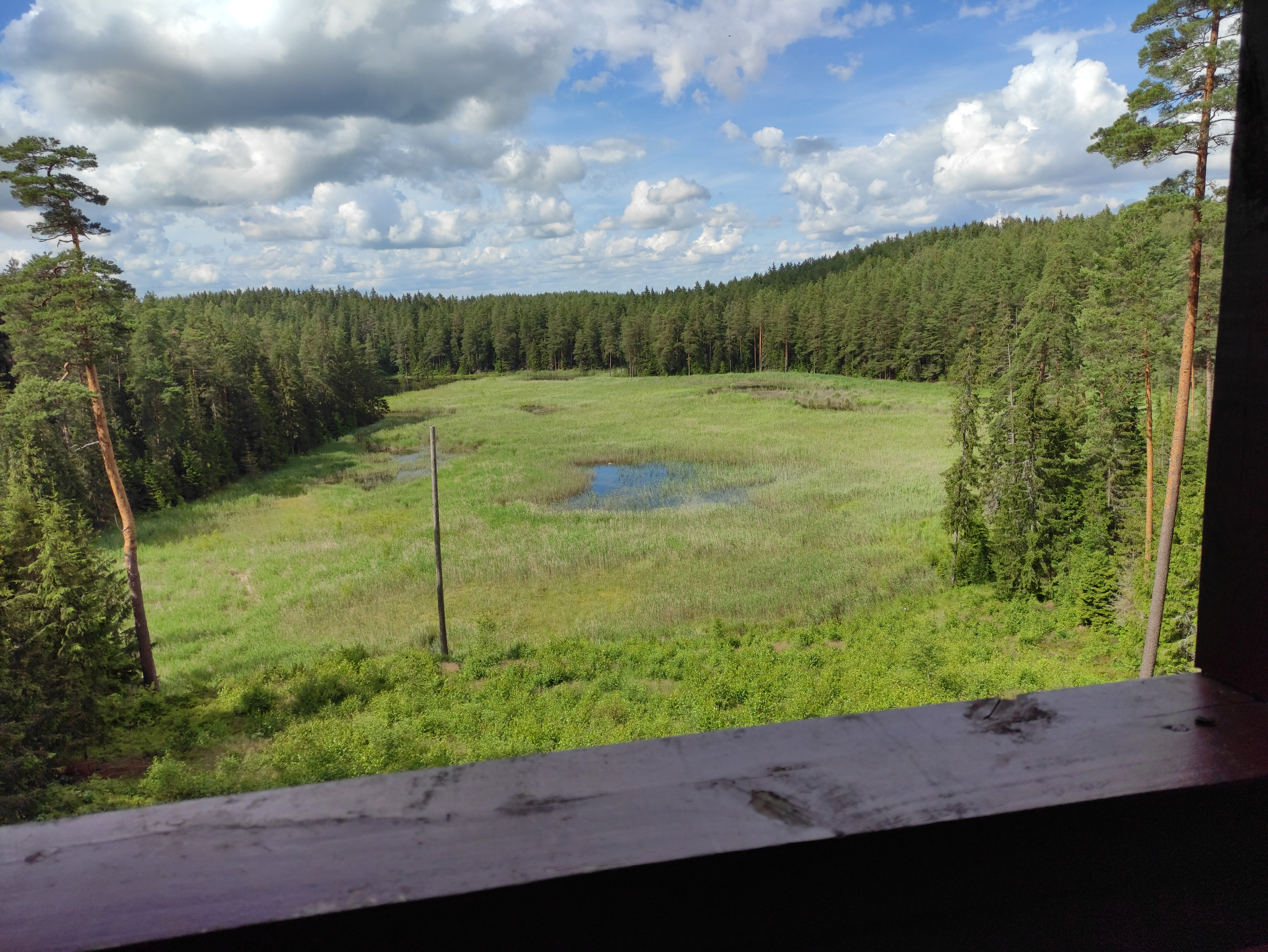
Vyhlídka z rozhledny
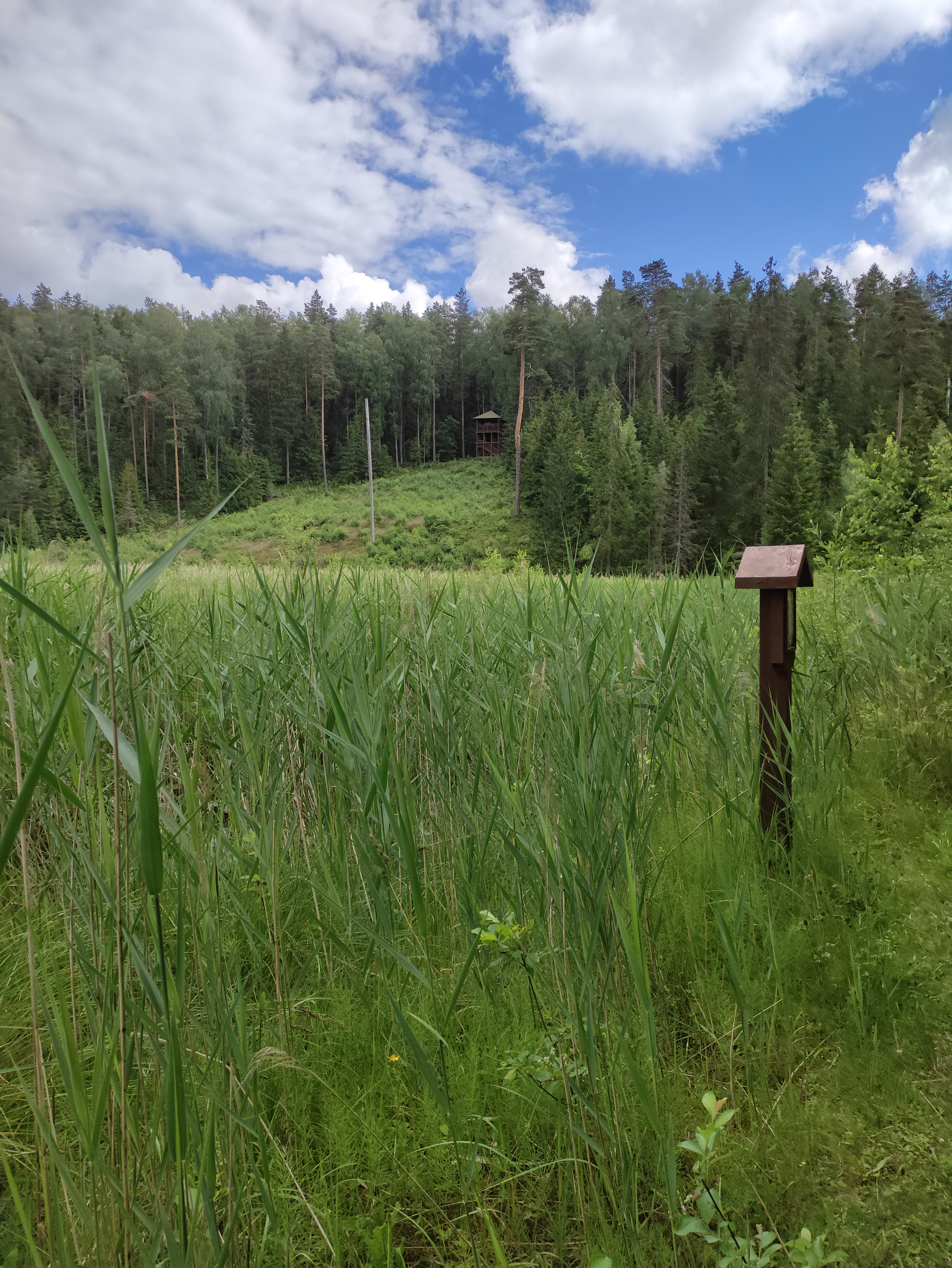